# Brit Awards 1999
Les Brit Awards 1999 ont lieu le 16 février 1999 au London Arena à Londres. Il s'agit de la 19e cérémonie des Brit Awards, présentée par Johnny Vaughan (en). Elle est enregistrée et diffusée à la télévision sur la chaîne ITV.
La catégorie meilleur producteur britannique disparaît. Elle fera son retour lors des Brit Awards 2009.

## Interprétations sur scène
Plusieurs chansons sont interprétées lors de la cérémonie :
- B*Witched, Billie Piper, Cleopatra (en), Steps, Tina Cousins et Supatroopas: Thank ABBA for the Music
- Boyzone feat. Barry McGuigan, Chris Eubank et Nigel Benn : When the Going Gets Tough
- The Corrs : Runaway / Haste to the Wedding
- Placebo et David Bowie : 20th Century Boy
- Eurythmics feat. Stevie Wonder : Sweet Dreams (Are Made of This), Here Comes the Rain Again et There Must Be an Angel (Playing with My Heart)
- Manic Street Preachers : You Stole the Sun from My Heart
- Robbie Williams : Let Me Entertain You
- Whitney Houston : It's Not Right but It's Okay
- Cher : Believe

## Palmarès
Les lauréats apparaissent en caractères gras.

### Meilleur album britannique
- This Is My Truth Tell Me Yours de Manic Street Preachers
  - International Velvet de Catatonia
  - Bring It On de Gomez
  - Mezzanine de Massive Attack
  - I've Been Expecting You de Robbie Williams

### Meilleur single britannique
- Angels de Robbie Williams
  - Perfect 10 de The Beautiful South
  - Road Rage de Catatonia
  - Brimful of Asha de Cornershop
  - Life de Des'ree
  - The Rockafeller Skank de Fat Boy Slim
  - If You Tolerate This Your Children Will Be Next (en) de Manic Street Preachers
  - Teardrop de Massive Attack
  - Outside de George Michael
  - Millennium de Robbie Williams

Note : Le vainqueur est désigné par un vote des auditeurs de plusieurs radios indépendantes britanniques.

### Meilleur artiste solo masculin britannique
- Robbie Williams
  - Ian Brown
  - Bernard Butler
  - Lynden David Hall
  - Fatboy Slim

### Meilleure artiste solo féminine britannique
- Des'ree
  - PJ Harvey
  - Hinda Hicks (en)
  - Billie Myers
  - Billie Piper

### Meilleur groupe britannique
- Manic Street Preachers
  - The Beautiful South
  - Catatonia
  - Gomez
  - Massive Attack

### Meilleure vidéo britannique
- Millennium de Robbie Williams
  - Under the Bridge de All Saints
  - I Want You Back de Melanie B feat. Missy Elliott
  - Brimful of Asha de Cornershop
  - Deeper Underground (en) de Jamiroquai
  - Teardrop de Massive Attack
  - Outside de George Michael
  - Pure Morning de Placebo
  - No Surprises de Radiohead
  - Let Me Entertain You de Robbie Williams

Note : Le vainqueur est désigné par un vote des téléspectateurs de VH1.

### Révélation britannique
- Belle and Sebastian
  - Another Level (en)
  - Cleopatra (en)
  - Cornershop
  - Five
  - Gomez
  - Hinda Hicks (en)
  - Billie Piper
  - Propellerheads
  - Steps

Note : Le vainqueur est désigné par un vote des auditeurs de BBC Radio 1.

### Meilleur artiste dance britannique
- Fatboy Slim
  - All Saints
  - Faithless
  - Jamiroquai
  - Massive Attack

### Meilleur artiste solo masculin international
- Beck
  - Eagle Eye Cherry
  - Neil Finn
  - Pras
  - Will Smith

### Meilleure artiste solo féminine internationale
- Natalie Imbruglia
  - Sheryl Crow
  - Lauryn Hill
  - Madonna
  - Alanis Morissette

### Meilleur groupe international
- The Corrs
  - Air
  - Beastie Boys
  - Fun Lovin' Criminals
  - R.E.M.

### Révélation internationale
- Natalie Imbruglia
  - Air
  - B*Witched
  - Eagle Eye Cherry
  - Savage Garden

### Meilleure bande originale de film
- Titanic de James Horner
  - Arnaques, Crimes et Botanique (Lock, Stock and Two Smocking Barrels) de divers artistes
  - Boogie Nights de divers artistes
  - Jackie Brown de divers artistes
  - Wedding Singer : Demain, on se marie ! (The Wedding Singer) de divers artistes

### Contribution exceptionnelle à la musique
- Eurythmics

### Freddie Mercury Award
- Jubilee 2000

Note: Ce prix spécial, décerné pour la troisième et dernière fois, distingue une œuvre caritative. C'est ici la campagne Jubilee 2000 (Jubilé 2000) lancée afin d'annuler la dette des pays les plus pauvres. 

## Artistes à nominations multiples
- 6 nominations :
  - Robbie Williams

- 5 nominations :
  - Massive Attack

- 3 nominations :
  - Catatonia
  - Fatboy Slim
  - Gomez
  - Manic Street Preachers

- 2 nominations :
  - Air
  - All Saints
  - The Beautiful South
  - Eagle-Eye Cherry
  - Cornershop
  - Des'ree
  - Hinda Hicks
  - Natalie Imbruglia
  - Jamiroquai
  - George Michael
  - Billie Piper

## Artistes à récompenses multiples
- 3 récompenses :
  - Robbie Williams

- 2 récompenses :
  - Natalie Imbruglia
  - Manic Street Preachers